# Football Club Fleury 91 2020-2021
Questa voce raccoglie le informazioni riguardanti la squadra femminile del Football Club Fleury 91 nelle competizioni ufficiali della stagione 2020-2021.

## Divise e sponsor
La grafica delle divise ripropone i colori sociali del club, il rosso e il nero. Il main sponsor era a società di trasporti Bovis, lo sponsor tecnico, fornitore delle tenute da gioco, SKITA.
| Casa | Trasferta |

## Organigramma societario
Area tecnica
- Allenatore: David Fanzel
- Vice allenatore:
- Preparatore dei portieri:
- Preparatore atletico:
- Medico sociale:
- Fisioterapista:

## Rosa
| N. |                        | Ruolo | Calciatrice                |
| -- | ---------------------- | ----- | -------------------------- |
| 1  | Francia (bandiera)     | P     | Laëtitia Philippe          |
| 2  | Camerun (bandiera)     | D     | Claudine Meffometou Tcheno |
| 3  | Danimarca (bandiera)   | D     | Cecilie Sandvej            |
| 5  | Francia (bandiera)     | D     | Kate Nado                  |
| 6  | Francia (bandiera)     | C     | Thelma Eninger             |
| 7  | Francia (bandiera)     | A     | Marina Makanza             |
| 8  | Inghilterra (bandiera) | C     | Jenna Dear                 |
| 9  | Svezia (bandiera)      | C     | Julia Spetsmark            |
| 10 | Francia (bandiera)     | C     | Léa Le Garrec              |
| 11 | Francia (bandiera)     | C     | Maureen Bigot              |
| 12 | Stati Uniti (bandiera) | A     | Hannah Diaz                |
| 13 | Stati Uniti (bandiera) | C     | Celeste Boureille          |

| N. |                      | Ruolo | Calciatrice         |
| -- | -------------------- | ----- | ------------------- |
| 14 | Polonia (bandiera)   | C     | Dominika Grabowska  |
| 15 | Australia (bandiera) | D     | Emma Checker        |
| 16 | Francia (bandiera)   | P     | Manon Heil          |
| 18 | Francia (bandiera)   | A     | Kenza Chapel        |
| 19 | Francia (bandiera)   | C     | Alizee Leroy        |
| 20 | Francia (bandiera)   | D     | Charlotte Fernandes |
| 21 | Francia (bandiera)   | A     | Lorena Azzaro       |
| 22 | Norvegia (bandiera)  | D     | Anja Sønstevold     |
| 23 | Francia (bandiera)   | D     | Teninsoun Sissoko   |
| 25 | Francia (bandiera)   | D     | Julie Piga          |
| 28 | Francia (bandiera)   | D     | Marine Haupais      |
| 33 | Francia (bandiera)   | C     | Laurine Pinot       |

## Calciomercato

### Sessione estiva
| Acquisti | Acquisti           | Acquisti            | Acquisti    |
| R.       | Nome               | da                  | Modalità    |
| -------- | ------------------ | ------------------- | ----------- |
| P        | Manon Heil         | Nancy               | definitivo  |
| D        | Kate Nado          | VGA Saint-Maur      | definitivo  |
| D        | Anja Sønstevold    | LSK Kvinner         | definitivo  |
| C        | Celeste Boureille  | Portland Thorns     | in prestito |
| C        | Maureen Bigot      | Metz                | definitivo  |
| C        | Thelma Eninger     | Paris Saint-Germain | definitivo  |
| C        | Dominika Grabowska | Górnik Łęczna       | definitivo  |
| C        | Léa Le Garrec      | Brighton & Hove     | definitivo  |
| C        | Alizée Leroy       | Paris FC            | definitivo  |
| A        | Julia Spetsmark    | Benfica             | definitivo  |

| Cessioni | Cessioni       | Cessioni        | Cessioni      |
| R.       | Nome           | a               | Modalità      |
| -------- | -------------- | --------------- | ------------- |
| P        | Maryne Gignoux | Digione         | definitivo    |
| D        | Rikke Sevecke  | Everton         | definitivo    |
| C        | Daphne Corboz  | Paris FC        | definitivo    |
| C        | Kelly Gadea    | Siviglia        | definitivo    |
| C        | Sonia O'Neill  | Rangers         | definitivo    |
| C        | Laurine Pinot  | Issy            | definitivo    |
| A        | Stine Larsen   | Aston Villa     | definitivo    |
| A        | Julie Machart  | Issy            | definitivo    |
| A        | Melvine Malard | Olympique Lione | fine prestito |

### Sessione invernale
| Acquisti | Acquisti         | Acquisti | Acquisti   |
| R.       | Nome             | da       | Modalità   |
| -------- | ---------------- | -------- | ---------- |
| P        | Émmeline Mainguy | Napoli   | definitivo |
| C        | Kamilla Karlsen  | Brøndby  | definitivo |

| Cessioni | Cessioni          | Cessioni        | Cessioni      |
| R.       | Nome              | a               | Modalità      |
| -------- | ----------------- | --------------- | ------------- |
| P        | Laëtitia Philippe | Issy            | definitivo    |
| D        | Emma Checker      | Melbourne City  | definitivo    |
| C        | Celeste Boureille | Portland Thorns | fine prestito |

## Risultati

### Division 1

#### Girone di andata
| Fleury-Mérogis 5 settembre 2020, ore 18:30 CEST 1ª giornata | Fleury | 0 – 0 referto | Montpellier | Stadio Auguste Gentelet N°2. Campo Walter Felder (302 spett.)\| Arbitro: \| Laur \| |
| Arbitro:                                                    | Laur   |               |             |                                                                                     |

| Arbitro: | Fournier |

|           |           |                                         |
| Davis 18’ | Marcatori | 19’ Makanza 72’ Spetsmark 90’ Grabowska |

| Arbitro: | Beyer |

|  |           |             |
|  | Marcatori | 28’ Makanza |

| Arbitro: | Laur |

|  |           |                                    |
|  | Marcatori | 69’ Buchanan 79’ Renard 84’ Parris |

| Arbitro: | Guillot |

|                                                       |           |              |
| Shaw 8’, 19’, 45’, 63’ Snoeijs 51’ Lavogez 62’ (rig.) | Marcatori | 9’ Spetsmark |

| Arbitro: | Rochebilière |

|               |           |           |
| Boureille 28’ | Marcatori | 13’ Matéo |

| Arbitro: | Laur |

|                                      |           |  |
| Katoto 8’, 75’ Diani 34’ Paredes 58’ | Marcatori |  |

| Arbitro: | Beyer |

|             |           |                                |
| Kravec' 89’ | Marcatori | 11’ (rig.) Le Garrec 62’ Bigot |

| Arbitro: | Catania |

|                            |           |  |
| Chapelle 40’ Le Garrec 55’ | Marcatori |  |

| Arbitro: | Laur |

|  |           |               |
|  | Marcatori | 37’ Le Garrec |

| Fleury-Mérogis 12 dicembre 2020, ore 14:30 CET 11ª giornata | Fleury   | 0 – 0 referto | Soyaux | Stadio Auguste Gentelet N°2. Campo Walter Felder (0 spett.)\| Arbitro: \| Fournier \| |
| Arbitro:                                                    | Fournier |               |        |                                                                                       |

#### Girone di ritorno
| Arbitro: | Beyer |

|              |           |  |
| De Jongh 15’ | Marcatori |  |

| Montpellier 23 gennaio 2021, ore 14:30 CET 13ª giornata | Montpellier | 0 – 0 referto | Fleury | Stadio Bernard Gasset 7 - M. Ouattara (0 spett.)\| Arbitro: \| Beyer \| |
| Arbitro:                                                | Beyer       |               |        |                                                                         |

| Arbitro: | Elbour |

|  |           |                                                              |
|  | Marcatori | 24’, 61’ Baltimore 60’ Katoto 70’ (rig.) Diani 90+4’ Paredes |

| Arbitro: | Cruchon |

|             |           |                     |
| Sandvej 24’ | Marcatori | 44’ Gomes 57’ Bussy |

| Arbitro: | Elbour |

|                                           |           |               |
| Oparanozie 67’ Cuynet 90+5’ Khelifi 90+8’ | Marcatori | 34’ Grabowska |

| Arbitro: | Laur |

|                      |           |                           |
| Grabowska 68’ (rig.) | Marcatori | 12’ Jaurena 19’ Karchouni |

| Arbitro: | Beyer |

|                    |           |  |
| Sow 14’ Corboz 70’ | Marcatori |  |

| Arbitro: | Elbour |

|  |           |                        |
|  | Marcatori | 17’, 79’ (rig.) Robert |

| Arbitro: | Catania |

|           |           |  |
| Akaba 90’ | Marcatori |  |

| Arbitro: | Guillot |

|                                      |           |           |
| Le Garrec 14’ Grabowska 75’ Piga 86’ | Marcatori | 50’ Louis |

| Arbitro: | Elbour |

|                                                                                       |           |  |
| Majri 15’ Malard 26’ Parris 32’, 54’ Renard 65’ Le Sommer 81’ Taylor 84’ Buchanan 92’ | Marcatori |  |

### Coppa di Francia
| Arbitro: | Vanderstichel |

|  |           |                              |
|  | Marcatori | 30’ (rig.) Däbritz 52’ Bruun |

## Statistiche

### Statistiche di squadra
| Competizione     | Punti | In casa | In casa | In casa | In casa | In casa | In casa | In trasferta | In trasferta | In trasferta | In trasferta | In trasferta | In trasferta | Totale | Totale | Totale | Totale | Totale | Totale | DR  |
| Competizione     | Punti | G       | V       | N       | P       | Gf      | Gs      | G            | V            | N            | P            | Gf           | Gs           | G      | V      | N      | P      | Gf     | Gs     | DR  |
| ---------------- | ----- | ------- | ------- | ------- | ------- | ------- | ------- | ------------ | ------------ | ------------ | ------------ | ------------ | ------------ | ------ | ------ | ------ | ------ | ------ | ------ | --- |
| Division 1       | 25    | 11      | 3       | 3       | 5       | 9       | 16      | 11           | 4            | 1            | 6            | 9            | 26           | 22     | 7      | 4      | 11     | 18     | 42     | -24 |
| Coppa di Francia | -     | 1       | 0       | 0       | 1       | 0       | 2       | -            | -            | -            | -            | -            | -            | 1      | 0      | 0      | 1      | 0      | 2      | -2  |
| Totale           | -     | 12      | 3       | 3       | 6       | 9       | 18      | 11           | 4            | 1            | 6            | 9            | 26           | 23     | 7      | 4      | 12     | 18     | 44     | -26 |

### Andamento in campionato
| Giornata  | 1 | 2 | 3 | 4 | 5 | 6 | 7 | 8 | 9 | 10 | 11 | 12 | 13 | 14 | 15 | 16 | 17 | 18 | 19 | 20 | 21 | 22 |
| --------- | - | - | - | - | - | - | - | - | - | -- | -- | -- | -- | -- | -- | -- | -- | -- | -- | -- | -- | -- |
| Luogo     | C | T | T | C | T | C | T | T | C | T  | C  | C  | T  | C  | C  | T  | C  | T  | C  | T  | C  | T  |
| Risultato | N | V | V | P | P | N | P | V | V | V  | N  | V  | N  | P  | P  | P  | P  | P  | P  | P  | V  | P  |
| Posizione | 7 | 2 | 3 | 4 | 7 | 7 | 7 | 7 | 5 | 5  | 5  | 4  | 4  | 4  | 5  | 7  | 7  | 9  | 9  | 9  | 9  | 9  |

Legenda:

Luogo: C = Casa; T = Trasferta. Risultato: V = Vittoria; N = Pareggio; P = Sconfitta.

### Statistiche delle giocatrici
| Giocatore    | Division 1 | Division 1 | Division 1  | Division 1 | Coppa di Francia | Coppa di Francia | Coppa di Francia | Coppa di Francia | Totale   | Totale | Totale      | Totale     |
| Giocatore    | Presenze   | Reti       | Ammonizioni | Espulsioni | Presenze         | Reti             | Ammonizioni      | Espulsioni       | Presenze | Reti   | Ammonizioni | Espulsioni |
| ------------ | ---------- | ---------- | ----------- | ---------- | ---------------- | ---------------- | ---------------- | ---------------- | -------- | ------ | ----------- | ---------- |
| C. Boureille | 12         | 1          | 0           | 0          | -                | -                | -                | -                | 12       | 1      | 0           | 0          |
| D. Grabowska | 19         | 4          | 6           | 0          | -                | -                | -                | -                | 19       | 4      | 6           | 0          |
| J. Piga      | 20         | 1          | 4           | 0          | 1                | 0                | 0                | 0                | 21       | 1      | 4           | 0          |